# Реккаред II
Реккаред II (𐍂𐌴𐌺𐌺𐌰𐍂𐌴𐌳𐍃 •𐌱•; ? — 21 квітня 621) — король вестготів в Іспанії, Септиманії та Галесії у 621 році.

## Життєпис
Був сином короля Сісебута та Флоресінди, доньки короля Реккареда I. Про дату народження немає чітких відомостей. У 620 році батько проголосив його своїм співволодарем. У лютому 621, після смерті Сісебута, його проголошено новим королем. Втім він був досить молодим. Напевне фактична влада була в його шварга Свінтіли та зведеної сестри Теодорі.
Правління Реккареда II було вкрай нетривалим: він раптово помер через 3 місяці, 21 квітня 621 року. Новим королем було оголошено Свінтілу.